# Федотов, Пётр Васильевич

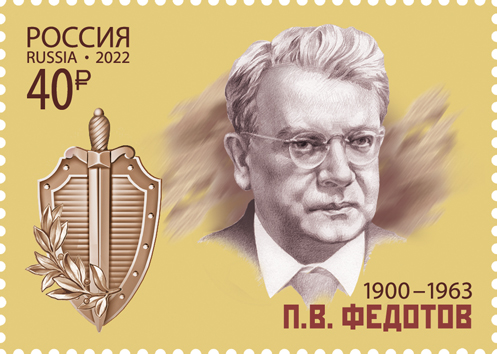
Почтовая марка России (2022)

Пётр Васильевич Федотов (18 декабря 1901, Санкт-Петербург, Российская империя — 29 сентября 1963, Москва, СССР) — деятель советской контрразведки, сотрудник органов государственной безопасности СССР. Генерал-лейтенант (1945).

## Детство и юность
Родился в Санкт-Петербурге в семье кондуктора конки. По национальности — русский.
В 1911 году окончил 3-х классное начальное училище, в 1915 году — 4-х классное Петроградское училище им. Д. И. Менделеева. С августа 1915 по февраль 1919 года работал раскладчиком-упаковщиком газет экспедиции Петроградского почтамта и одновременно подрабатывал киномехаником.

## В годы Гражданской войны
С февраля 1919 года — в Красной армии. Был зачислен в 1-ю отдельную Коммунистическую Петроградскую бригаду. В июле — сентябре 1919 года — курсант политкурсов при Политотделе Южного фронта. С сентября 1919 года — политрук роты 1-го Революционного дисциплинарного полка 8-й армии. Принимал участие в боях на Восточном, Южном и Кавказском фронтах, участвовал в операциях в Чечне и Дагестане, где был контужен.
В октябре 1918 года вступил в РКП(б), однако в марте 1922 года «выбыл автоматически»[уточнить].
В 1920—1921 годах — цензор, контролёр, начальник цензуры Особого отдела Кавказской трудовой армии.

## В ГПУ-ОГПУ
С января 1921 года служил в Чеченском окружном отделе ЧК, областном отделе ГПУ — ответственный контролер цензуры, начальник осведомительного отделения, начальник ИНФО Грозненской ЧК, затем — уполномоченный.
С сентября 1923 года — заместитель начальника отделения, с марта 1924 года — уполномоченный по систематизации материалов Военного отдела.
С января 1925 года — помощник начальника контрразведывательного отдела. С января 1926 года — уполномоченный Особого отдела. С февраля 1927 года — в ПП ОГПУ по Северо-Кавказскому краю, уполномоченный Информационно-регистрационного отдела. С октября 1927 года — начальник, временно исполняющий должность начальника 3-го отделения ИРО.
С октября 1930 года — начальник 6-го отделения Информационного отдела. С января 1931 года — сотрудник для особых поручений. С ноября 1931 года — начальник 2-го отделения Секретно-политического отдела, а с июля 1933 года — 3-го отделения. С января 1934 года вновь возглавил 2-е отделение СПО.
С феврале 1932 года — кандидат в члены, с июля 1937 — член ВКП(б).

## Работа в НКВД СССР
После преобразования ОГПУ в НКВД в июле 1934 года, Пётр Федотов стал начальником 5-го отделения СПО УГБ УНКВД Северо-Кавказского края.
С февраля 1937 года начальник 5-го отделения 4-го отдела, а с 25 апреля 1937 года — начальник 4-го отдела УГБ УНКВД Орджоникидзевского края.
В сентябре 1937 года Федотов был откомандирован в распоряжение отдела кадров НКВД СССР. 10 ноября 1937 года его назначают начальником 7-го отделения 4-го отдела ГУГБ (с 28 марта 1938 года — 1-го УГБ) НКВД СССР.
С 1 августа 1938 года помощник начальника 4-го отдела 1-го УГБ НКВД СССР, с 29 сентября 1938 года — помощник начальника, а с 1 ноября 1938 года — заместитель начальника 2-го отдела ГУГБ НКВД. Одновременно с 8 октября по 22 декабря 1938 года он является начальником следственной части 2-го отдела ГУГБ НКВД.

## В годы Второй Мировой войны
С 4 сентября 1939 года Пётр Федотов — начальник 2-го, а с 29 сентября 1940 года по совместительству и 3-го отдела ГУГБ НКВД.
С 26 февраля 1941 года — начальник 2-го управления НКГБ, с 31 июля 1941 года — НКВД, а с 12 мая 1943 года — вновь НКГБ (затем и МГБ) СССР.
С января 1946 года — член Комиссии по подготовке Международного военного трибунала над японскими военными преступниками в Токио.

## Послевоенный период
С 15 июня по 9 сентября 1946 года — начальник ВГУ, с 9 сентября 1946 года по 30 мая 1947 года — начальник ПГУ МГБ.
Одновременно с 7 сентября 1946 года по 26 июня 1947 года — заместитель министра госбезопасности СССР.
С 30 мая 1947 года по 6 февраля 1952 года — заместитель председателя Комитета информации при Совете министров СССР. Председатель Бюро по выездам за границу и въездам в СССР при Совете министров СССР с 25 июня 1947 по 26 мая 1949 года.
В резерве МГБ СССР с 6 февраля 1952 по 12 марта 1953 года. После смерти Сталина, Федотов стал членом коллегии МВД, а на следующий день — начальником ПГУ МВД. С 17 марта 1954 года он — начальник ВГУ КГБ при СМ СССР. В течение трёх лет руководил контрразведкой.
12 апреля 1956 года снят с должности и 12 мая того же года назначен заместителем начальника редакционно-издательского отдела Высшей школы КГБ при СМ СССР.

## «Ложный закордон»
В документах 1956 года отмечается его роль в организации т. н. «мельницы», или «ЛЗ» («ложного закордона») — ложной советской пограничной заставы, ложного «Маньчжурского пограничного полицейского поста» и ложной «Уездной японской военной миссии».
Согласно замыслу, советских граждан, подозреваемых в шпионаже, отправляли с разведывательным заданием в «Маньчжурию», где они арестовывались «японцами» и соглашались (либо не соглашались — в чём должна была заключаться «проверка») на сотрудничество, рассказывая о своём оперативном задании. На практике же в «Маньчжурии» работники НКВД (помимо японца и китайцев, группа лиц играла роль «белоэмигрантов»), «мерами физического» и психологического воздействия, которые могли длиться неделями, попросту выбивали согласие на сотрудничество «с японской разведкой» и по возвращении «проверяемых» лиц на советскую территорию арестовывали их, с последующим приговором к большим срокам или высшей мере наказания. Лица, догадавшиеся про настоящее назначение «ложного кордона», уничтожались. Согласно документам, через «мельницу» прошли примерно 130 человек.
В марте 1959 года Пётр Федотов был уволен в запас по служебному несоответствию. 23 мая 1959 года постановлением Совета министров СССР он был лишён звания генерал-лейтенанта «за грубые нарушения законности в период массовых репрессий». В ноябре 1959 года был исключён из КПСС.
Скончался 29 сентября 1963 года в Москве. Похоронен на Пятницком кладбище Москвы.

## Награды
- 2 ордена Ленина, (20 сентября 1943 года, 21 февраля 1945 года);
- 3 (по другим данным  — 4) ордена Красного Знамени, (29 апреля 1939 года, 3 ноября 1944 года, 16 сентября 1945 года);
- 2 ордена Красной Звезды (по другим данным — один), (первый получен 11 июля 1937 года);
- Орден Кутузова 1-й степени, (24 февраля 1945 года);
- Орден «Знак Почёта», (26 апреля 1940 года);
- Знак «Почётный работник ВЧК — ГПУ» XV, (1934 год);
- Знак «Заслуженный работник НКВД», (4 февраля 1942 года);
- Медаль «XX лет РККА», (22 февраля 1938 года);
- Медали СССР

## Память
В 2023 году, при Юсуповском дворце в поселке Кореиз в Ялте открыли памятник П.В. Федотову.